# Gérard de Cambrai

Blason traditionnel de la ville de Cambrai

Gérard de Cambrai (aussi connu sous le nom de Gérard de Florennes), né vers 975 et décédé le 14 mars 1051, est un prélat catholique de Basse Lotharingie. Figure importante de l'épiscopat du XIe siècle il fut évêque de Cambrai de 1012 à sa mort.

## Éléments biographiques
Gérard était le second fils d'Arnold de Rumigny, seigneur de Florennes et petit-fils de Godefroid Ier, comte de Hainaut.
Il fut élève de Gerbert d'Aurillac, futur Pape Sylvestre II. Autour de l'an mille, il s'oppose avec Adalbéron de Laon au mouvement de la paix de Dieu. Il fut aumônier de l'Empereur romain germanique Henri II puis devint évêque de Cambrai de 1012 à sa mort le 14 mars 1051.
En 1012, encore chanoine à Reims, il fonda l'Abbaye Saint Jean-Baptiste à Florennes qui eut comme premier abbé Richard de Saint- Vanne. En 1015, avec son frère Godefroid, il fait don de l'abbaye de Florennes à l'Église de Liège. En 1018, il  apporte son aide au duc Godefroy II pour aller combattre le comte félon Thierry III puis en 1020 il fonde l'Abbaye Saint-André du Cateau.
En 1025, il est confronté à une poussée d'hérésie dans son diocèse, et réunit un synode à Arras. Cette hérésie de Cambrai est interprétée, non comme la mise au pas de personnalités jusque-là indépendantes, mais, au contraire comme une réaction de l'Église devant des clercs trop zélés dans leur volonté de réforme, aux yeux d'un clergé local encore insuffisamment prêt.
Il apparaît avec Adalbéron de Laon comme l'un des premiers promoteurs de l'idée d'une structure ternaire pour la société médiévale (ceux qui prient, ceux qui combattent, ceux qui travaillent) à l’image de la Cité de Dieu chez saint Augustin. Au vrai, cette vision est déjà pour l'époque relativement conservatrice et dépassée par les réalités de la société du XIe siècle.

## Éditions
- S. Vanderputten. D.J. Reilly (éd.), Gerardus Cameracensis. Acta Synodi Atrebatensis, Vita Autberti, Vita Gaugerici; Varia scripta ex officina Gerardi exstantia (= Corpus Christianorum. Continuatio Mediaevalis 270), Turnhout: Brepols Publishers, 2014  (ISBN 978-2-503-55255-2)